# Drapeaux des États du Mexique
Cette page présente la liste des drapeaux des États du Mexique.
La plupart des États mexicains n'ont pas de drapeau officiel. Pour ces États, un drapeau de facto est utilisé à des fins civiles et étatiques, ces drapeaux ont un rapport de proportion de 4:7 et consistent généralement en un fond blanc chargé des armoiries de l'État.
Au moins sept États ont un drapeau officiel : la Basse-Californie du Sud, le Durango, le Guerrero, le Jalisco, le Querétaro, la Quintana Roo et le Tlaxcala. À l'exception de Jalisco et de Tlaxcala, le drapeau officiel de ces états représente simplement un fond blanc chargé des armoiries de l'État. Le drapeau de Tlaxcala a été conçu par Desiderio Hernández Xochitiotzin en 1981 et a été peint dans sa fresque El siglo de oro tlaxcalteca dans le cabildo de la municipalité de Tlaxcala avant de devenir le drapeau officiel de l'état en 2011.
Deux États ont des dispositions dans leur constitution qui déclarent explicitement qu'il ne doit pas y avoir pas de drapeau officiel de l'État. Il s'agit des États de Basse-Californie et de Campeche.

## Drapeaux officiels

Drapeau de la Basse-Californie du Sud (adopté le 31 décembre 2017)[5]
Drapeau du Durango (adopté le 9 mars 2014)[6]
Drapeau du Guanajuato (adopté le 20 décembre 2023)
Drapeau de Guerrero (adopté le 25 octobre 2019)[7]
Drapeau du Jalisco (adopté le 22 février 2007)[8]
Drapeau de Querétaro (adopté le 22 septembre 2015)[9]
Drapeau du Quintana Roo (adopté le 8 octobre 2013)[10]
Drapeau de Tlaxcala (adopté le 30 octobre 2011)[11]
Drapeau du Yucatán (adopté le 20 juin 2024)[12]

## Armoiries officielles utilisées comme drapeau d'État

Drapeau du Coahuila (adopté le 27 décembre 2013)
Drapeau du Colima (adopté le 24 février 2018)
Drapeau de Oaxaca (adopté le 12 mars 2020)
Drapeau de Tabasco (adopté le 19 février 2020)
Drapeau du Tamaulipas (adopté le 15 décembre 2011)[13]

## Galerie

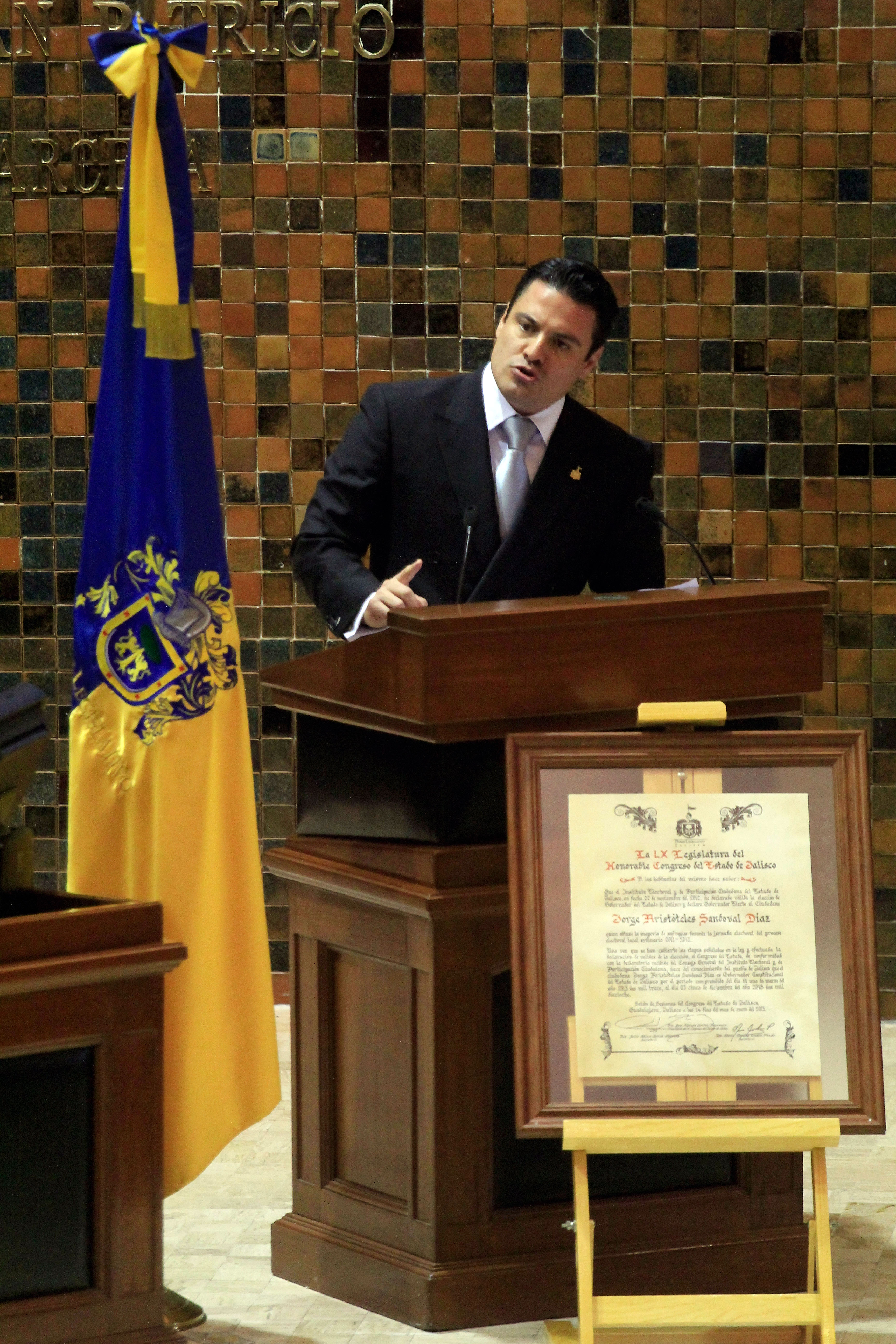
Drapeau de Jalisco
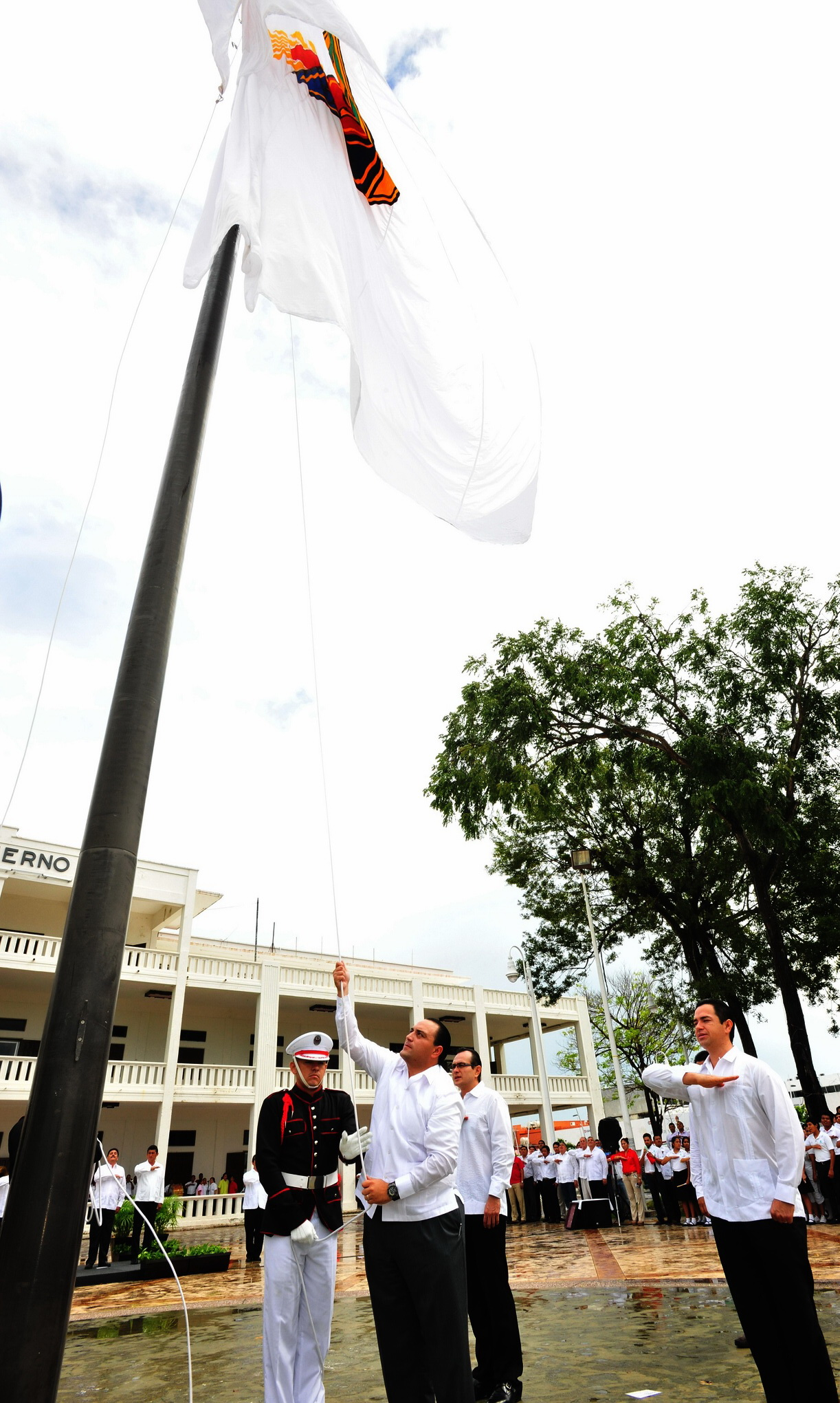
Drapeau de Quintana Roo